# 池田ゆうな
池田 ゆうな（いけだ ゆうな、1995年11月15日 - ）は、日本のグラビアアイドル、タレント
、女優。神奈川県出身。GDL Entertainmentを経てエイジアプロモーションに所属。

## 略歴
2019年6月、アイドルグループ「ReverseTokyo」のメンバーとしてデビューするが、同年12月には同グループの無期限活動休止に伴い、脱退した。
2020年10月、1stイメージDVD『ゆうなと君のなつやすみ』（イーネット・フロンティア）を発売。
2020年11月、アイドルグループ「BOCCHI。」に加入し、同年12月にはメンバーとして披露された。
2021年4月、ロードモバイルのグラビアアイドル対抗戦で澄川れみとのコンビで優勝。
2021年6月、秋田書店のオーディション『第12回ミスヤングチャンピオン2021』オーディション決勝に進出。同年8月15日、第12代目グランプリに選ばれたことが発表された。なお、同オーディションでは誌面・公式サイト・SHOWROOM・マシェバラ・審査員投票の5部門で1位を獲得している。グランプリ獲得は嬉しかった半面、「BOCCHI。」の活動時期と重なったことで精神的に疲弊。受賞記念の撮り下ろしグラビアの際には反動で10キロ太ってしまい、後年グランプリを無駄にしてしまった、落ち込んだ時期であったと述懐している。
2022年2月、同年3月に開催される新譜（CD3タイトル）のリリースイベントをもって、亀山キラリと共に「BOCCHI。」を卒業することが、公式サイトや公式ツイッターにて発表された。
2022年3月、「BOCCHI。」公式ツイッター上にて、池田ゆうな、亀山キラリの卒業公演が同年3月19日にバトゥール東京で行われることが発表された。
2022年11月、エイジアプロモーションに移籍。
2023年4月、白泉社のオーディション『ミスヤングアニマル2023』にエントリー。
2023年10月13日、ウェブ配信番組『チャンスの時間』 (ABEMA) に出演し、「NGがない」と宣言してビキニ姿の頭に手ぬぐいをかぶり、鼻の穴に100円玉4枚を入れた姿で披露したどじょうすくい踊りが、MCのノブ（千鳥）を驚かせる。幼少時に見た綾瀬はるかの同踊りを思い出して練習したというこの件は、まもなく各ネットニュースにて報じられ、反響を集めた。
2023年10月30日、男性向け週刊誌『週刊プレイボーイ』（集英社）の創刊57周年企画「NIPPONグラドル57人」に、グラビアニュージェネレーションの1人として掲載された。
2024年11月4日、3rdイメージDVD『いちごタルトのいちごだけ』（エアーコントロール）の発売記念イベントに登壇し、『チャンスの時間』での反響について述べたうえでさらなる出演依頼を要望するなど、バラエティ番組への進出に意欲を見せた。

## 人物
- 芸能界入りは高校中退後、原宿を歩いていたらスカウトされたことがきっかけ[24]。
- 趣味：アニメ、アイドル鑑賞、ゲーム、ポケモンカード[1][25]。
- 特技：ピアノ、ファゴット、柔軟体操[1][25]。ファゴットは中学の吹奏楽部時代の担当楽器だったが、演奏時パイスラッシュになり、胸が目立ち周りの目が嫌だったと回想している[24]。
- 好きなもの：ディズニー（特にアリエル）、音楽、可愛いモノ[5]、TWICE、モモペン、お芝居。
- 嫌いなもの：お化け屋敷[5]。
- 「BOCCHI。」メンバーとしてはオレンジ担当[8]。自身もアイドル好きであり、元乃木坂46の西野七瀬が推し[26]。
- バラエティ番組への進出に際しての目標は野呂佳代[22]。

## 出演

### テレビ番組
- グラドル向上委員会（仮）#12（2022年1月17日、BSスカパー!） - MC：橋本梨菜、共演：森咲智美、大嶋みく[27]
- オールナイトフジコ（2023年4月22日、フジテレビ） ※コーナー出演[28]
- 中居正広の金曜日のスマイルたちへ（2023年5月26日、TBS） ※再現ドラマ
- 極楽山本・ロンブー亮のARIGATEENA TV（2023年5月29日[29]、7月9日[30]、テレビ埼玉）
- 鎧美女 #97（2023年6月27日〈26日深夜〉、フジテレビONE） - 甲冑：徳川秀忠[31]
- クロナダル（2024年4月15日、テレビ朝日）[32]

### ウェブ配信
- ニューヨーク恋愛市場（2021年12月21日、ABEMA）[33][34]
- チャンスの時間（2024年10月13日、ABEMA）[20][21]

### テレビドラマ
- 束縛彼女（2020年1月6日 - 27日、TOKYO MX） - ERIKA 役[35]

## 作品

### イメージビデオ
- ゆうなと君のなつやすみ（2020年10月21日、イーネット・フロンティア）[36][37][38]
- ずっと好きでした（2023年8月20日、ラインコミュニケーションズ）[39][40][41]
- いちごタルトのいちごだけ（2024年10月22日、エアーコントロール）[42][43]

### 動画配信
- 夏旅（2023年4月10日、ギルド）[44]

### デジタル写真集
- Gカップバニー！（2022年8月1日、秋田書店［ヤングチャンピオンデジグラ］）[45]
- ゆれる！のけぞる！またがる！ 巨乳だらけのスポーツテスト2023（2023年10月12日、小学館［週刊ポストデジタル写真集］、撮影：LUCKMAN）共演：海里、小島みゆ、真田まこと、高砂ミドリ、林凛[46]
- いいなりゆうな（2024年3月15日、PAD［ギルドデジタル写真集］）[47][注釈 1]
- NIPPONグラドル58人（2024年10月7日、集英社［週プレ PHOTO BOOK］、撮影：LUCKMAN、藤本和典、佐藤佑一）[49]